# Stasimopus rufidens
Espèce
Synonymes
- Cyrtocarenum rufidens Ausserer, 1871
- Pachylomerus natalensis O. Pickard-Cambridge, 1889

Stasimopus rufidens est une espèce d'araignées mygalomorphes de la famille des Stasimopidae.

## Distribution
Cette espèce est endémique du KwaZulu-Natal en Afrique du Sud,. Elle se rencontre vers Estcourt.

## Systématique et taxinomie
Cette espèce a été décrite sous le protonyme Cyrtocarenum rufidens par Ausserer en 1871. Elle est placée dans le genre Stasimopus par Pocock en 1898.

## Publication originale
- Ausserer, 1871 : Beiträge zur Kenntniss der Arachniden-Familie der Territelariae Thorell (Mygalidae Autor). Verhandllungen der Kaiserlich-Kongiglichen Zoologish-Botanischen Gesellschaft in Wien, vol. 21, p. 117-224 (texte intégral).